# Ierusalimul Vechi
Ierusalimul Vechi sau Orașul Vechi (ebraică העיר העתיקה, Ha'Ir Ha'Atiqah, arabă البلدة القديمة, al-Balda al-Qadimah, armeană Երուսաղեմի հին քաղաք, Yerusaghemi hin k'aghak' ) este un teritoriu de 0.9 km2 (0,35 sq mi) înconjurat de ziduri din cadrul orașului modern Ierusalim, capitala Israelului. Până în 1860, când a fost înființat cartierul evreiesc Mishkenot Sha'ananim, acest teritoriu constituia întregul oraș Ierusalim. Vechiul Oraș este casa mai multor centre de importanță religioasă ubicuitară, precum: Cupola Stâncii și Moscheea Al-Aqsa pentru musulmani, Muntele Templului și Zidul Plângerii pentru evrei și Biserica Sfântului Mormânt pentru creștini. Deoarece la ONU statele musulmane dețin majoritate absolută, la cererea Iordaniei orașul a fost inclus în „lista locurilor din Patrimoniul Mondial” UNESCO în 1981.
Tradițional, Vechiul Oraș a fost împărțit în patru cartiere diferite, deși actualele denumiri au fost puse abia în secolul 19. Azi, Vechiul Oraș este împărțit (în sensul invers al acelor de ceasornic din partea nordică) în Cartierul Musulman, Cartierul Creștin, Cartierul Armean și Cartierul Evreiesc. Zidurile defensive monumentale ale Vechiului Oraș și porțile acestuia, au fost construite în anii 1535-1542 de sultanul turc Suleiman Magnificul.. În 2007 populația totală număra 36,965 locuitori; în 2006 erau 27,500 musulmani (cca. 17,000 în 1967, peste 30,000 în 2013, tendința: creștere), 5,681 creștini (cca. 6,000 în 1967), fără a-i include pe cei 790 armeni (până la cca. 500 în 2011, tendința: descreștere) și 3,089 evrei (începând cu zero în 1967, întrucât au fost evacuați după ce Vechiul Oraș a fost capturat de Iordania în urma războiului arabo-israelian din 1948; aproape 3,000 plus vreo 1,500 studenți în 2013, tendința: reîntoarcere, creștere).
În timpul războiului arabo-israelian din 1948, Vechiul Ierusalim a fost capturat de Iordania și toți locuitorii săi evrei au fost evacuați. În timpul Războiului de Șase Zile din 1967, Armata Israeliană a recucerit Vechiul Oraș și, împreună cu Ierusalimul de Est, l-au reunit cu partea occidentală a orașului. Guvernul israelian controlează întregul Oraș Vechi, parte a capitalei naționale. Legea Ierusalimului din 1980, care a legiferat anexarea Estul Ierusalimului la Israel, a fost declarată nulă de Rezoluția 478 a Consiliului de Securitate al Organizației Națiunilor Unite. Estul Ierusalimului este acum văzut de unele state ca parte a „teritoriului palestinian ocupat”.
Cel mai vechi fragment de scriere antică din Ierusalim a fost găsit în afara zidurilor Orașului Vechi în 2010,.

## Istorie
Potrivit Bibliei, înainte de cucerirea Ierusalimului de către regele David în sec. 11 î. Hr., orașul  aparținea iebusiților. Biblia descrie orașul ca fiind bine fortificat cu un zid puternic. Orașul condus de regele David, cunoscut ca he:Ir David Orașul lui David, se afla la sud-estul Orașului Vechi, dincolo de poarta Ha'ashpot. Fiul său, regele Solomon a extins zidurile orașului, iar mai târziu, aproximativ prin 440 î. Hr., în timpul perioadei persane, Nehemia s-a întors din Babilon și le-a reconstruit. În 41-44 d. Hr. Irod Agrippa I, regele Iudeii, a construit un nou zid cunoscut ca „al treilea zid”. 
Musulmanii au ocupat Ierusalimul în secolul 7 (637 d. Hr.), sub conducerea celui de-al doilea calif, `Umar Ibn al-Khattab, care l-a anexat la imperiul arab islamic. El a acordat locuitorilor orașului un tratat de asigurare. După asediul Ierusalimului, patriarhul Sofronie l-a primit călduros pe `Umar deoarece, potrivit unor profeții biblice cunoscute în biserica din Ierusalim, un om sărac, dar puternic și drept se va ridica ca protector și aliat al creștinilor din Ierusalim. Sofronie credea că `Umar, un mare războinic care a dus o viață austeră, era împlinirea acestei profeții. Într-o relatare a Patriarhului Alexandriei, Eutihie, se spune că `Umar a făcut o vizită la Biserica Sfântului Mormânt și a stat în curtea acesteia. Când a venit timpul pentru rugăciune, el a ieșit din biserică și s-a rugat afară, ca să evite faptul ca viitorarele generații de musulmani să-i folosească rugăciunea ca pretext pentru a transforma biserica în moschee. Eutihie adaugă că `Umar a scris de asemenea un decret pe care l-a dat Patriarhului, în care le-a interzis musulmanilor să se adune la rugăciune în această biserică.
În 1099, Ierusalimul a fost capturat de armata creștină occidentală a Primei Cruciade și a rămas în mâinile cruciaților până a fost recapturat de musulmanii arabi conduși de Saladin, pe 2 octombrie 1187. El i-a chemat pe evrei și le-a permis să se restabilească în oraș. În 1219, zidurile orașului au fost distruse de Mu'azzim, sultan al Damascului; în 1229, prin tratatul cu Egiptul, Ierusalimul a trecut temporar în mâinile lui Frederick II al Germaniei. În 1239, a început să reconstruiască zidurile, dar ele au fost dărâmate din nou de Da'ud, emirul Kerakului. În 1243, Ierusalimul a ajuns din nou temporar sub controlul creștinilor, iar zidurile au fost reparate. Tătarii corasmieni au preluat orașul în 1244, iar sultanul Malik al-Muattam a distrus zidurile.

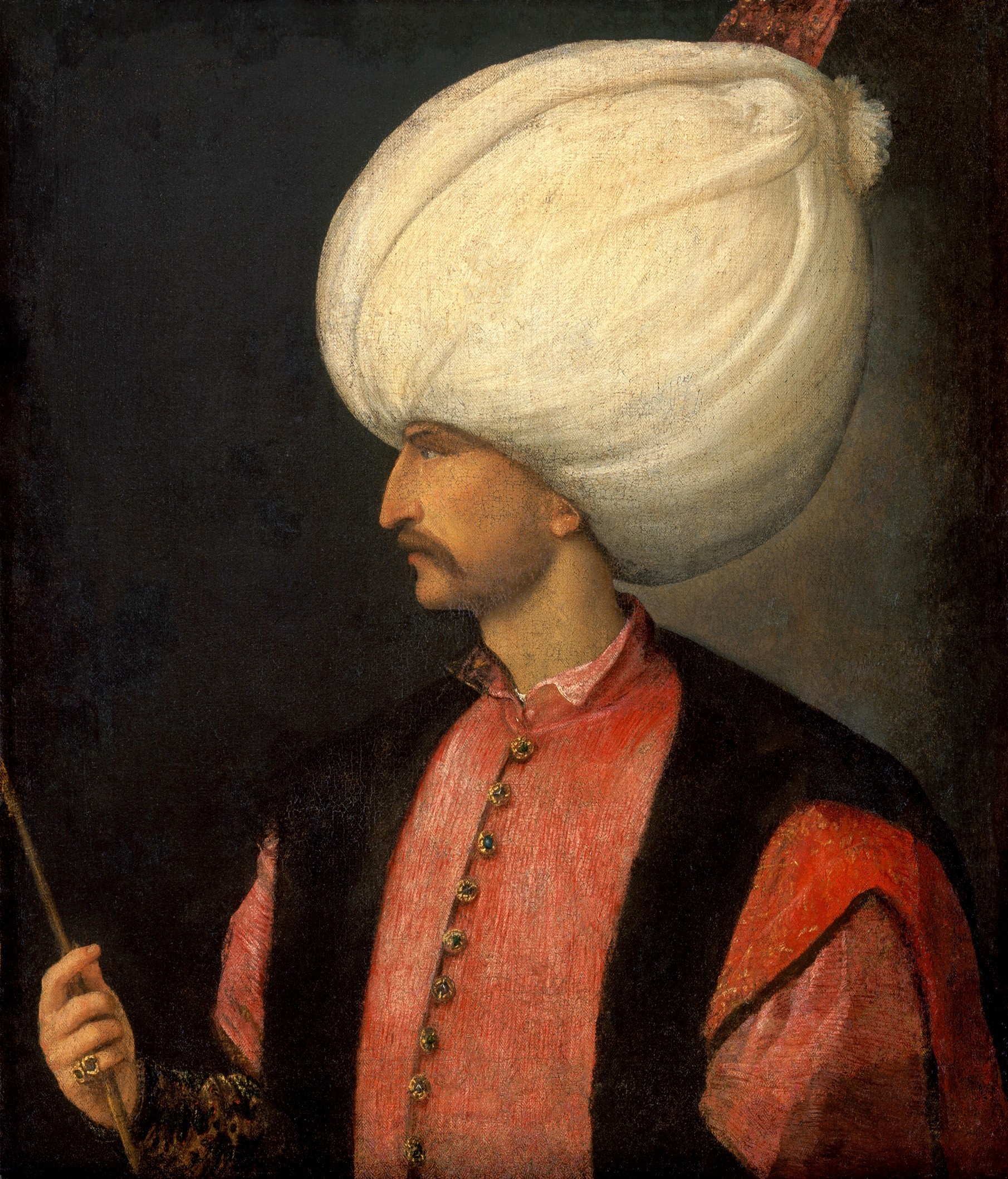
Suleiman I 1530

Actualele ziduri ale Orașului Vechi au fost construite în 1535-42 de sultanul otoman Suleiman Magnificul. Zidurile s-au extins la aproximativ 4,5 km2, și au ajuns la o înălțime între 5 și 15 metri (16.4–49 ft), cu o grosime de 3 m la baza zidului. În general, Orașul Vechi conține 35 de turnuri, dintre care multe (15) se află în zidul nordic. Zidul lui Suleiman avea șase porți, la care se adaugă a șaptea, Noua Poartă, adăugată în 1887; alte câteva porți mai vechi, Poarta de Aur fiind una dintre ele, a fost acoperită de ziduri pe parcursul secolelor.
În 1980 Iordania a propus ca Vechiul Ierusalim să fie adăugat în lista locurilor din patrimoniul mondial UNESCO. A fost adăugat în listă în 1981. În 1982 Iordania a solicitat să fie adăugat în lista locurilor din Patrimoniul Mondial aflate în pericol. Guvernul Statelor Unite s-a opus cererii, atenționând că guvernul ioradanian nu trebuie să nominalizeze o asemenea candidatură, și că consimțământul guvernului Israelului este solicitat de când acesta controlează Ierusalimul. În 2011 UNESCO a emis o declarație prin care și-a reconfirmat viziunea că Estul Ierusalimului este „parte a teritoriul palestinian ocupat și că statutul Ierusalimului trebuie rezolvat prin negocieri.”

## Cartierele Ierusalimului

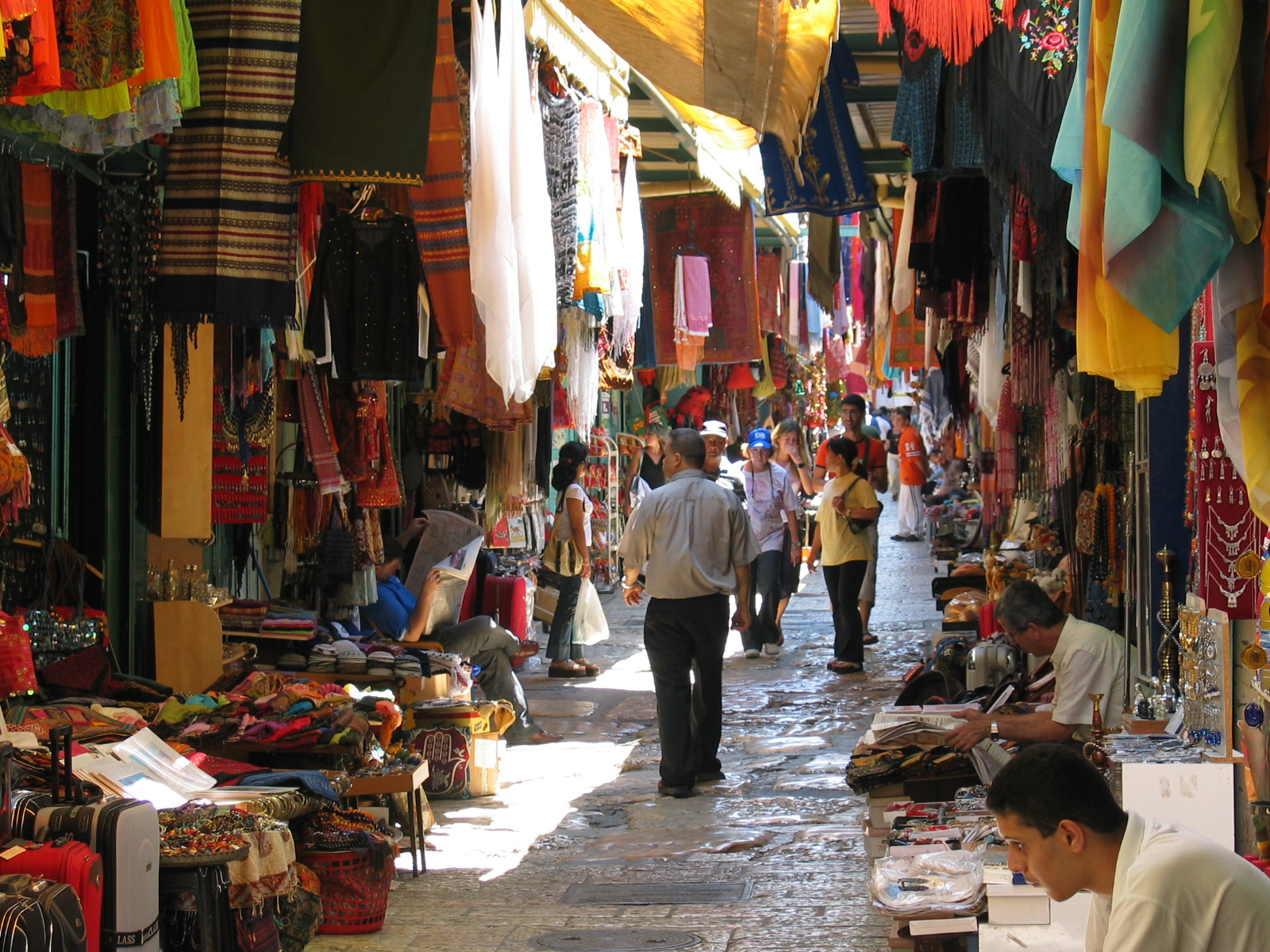
Piață arabă

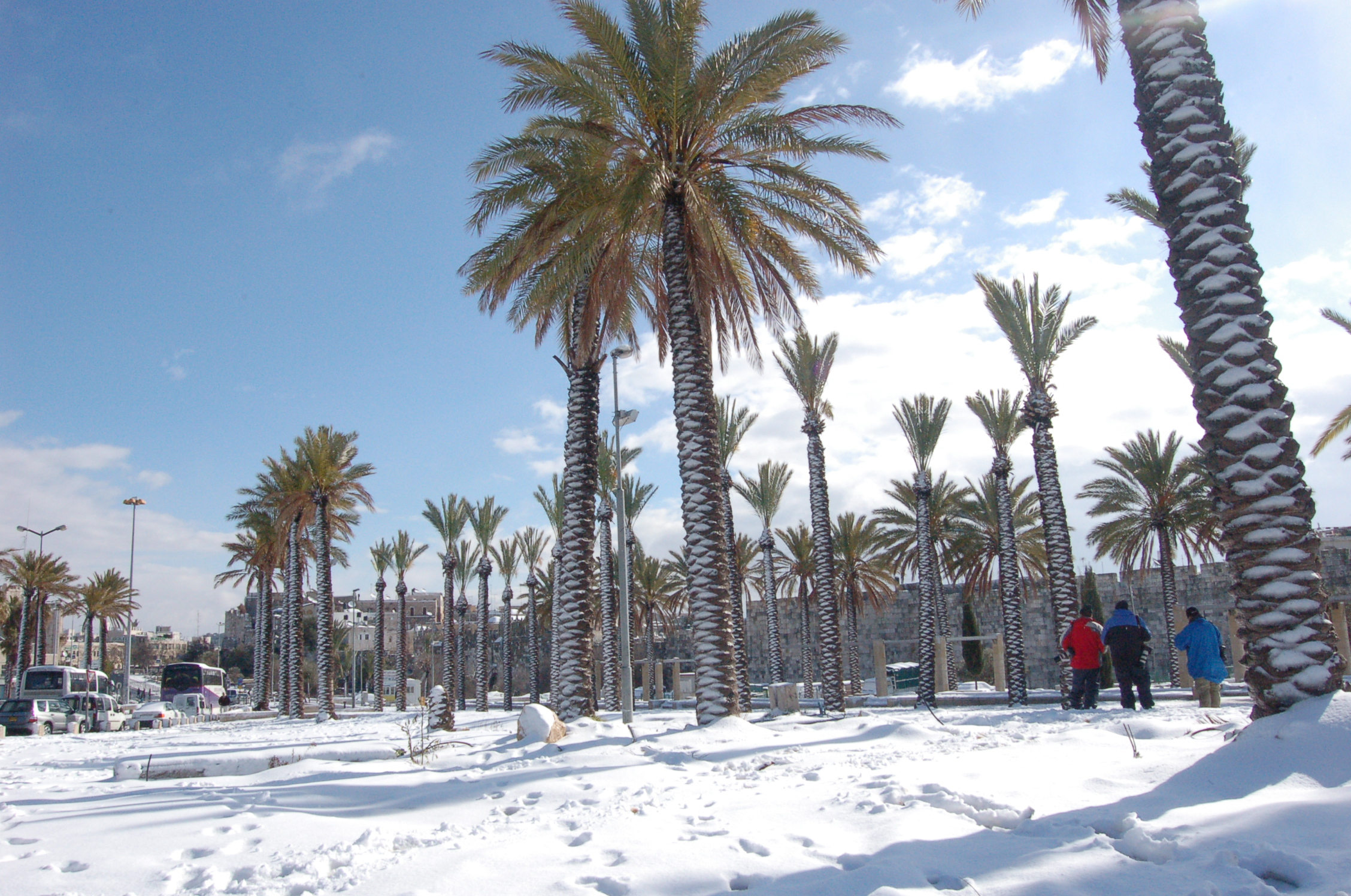
Plimbare prin zăpadă în Vechiul Oraș, 2008

### Cartierul musulman
Cartierul Musulman (arabă حارَة المُسلِمين, Hārat al-Muslimīn) este cel mai mare și mai populat din cele patru cartiere și este situat în nord-estul Orașului Vechi, întinzându-se de la Poarta Leilor din estul cartierului, de-a lungul peretelui nordic al Muntelui Templului din sud, către Zidul Plângerii și Poarta Damascului aflate în vest. Populația sa a fost de 22,000 în 2005. Ca și alte trei cartiere ale Vechiului Oraș, cartierul musulman a avut în trecut o populație amestecată de evrei, musulmani și creștini până la tulburările din 1929. Astăzi, există în cartierul musulman mai multe case cumpărate și locuite de evrei și  niște ieșive, ca de exemplu Yeshivat Ateret Yerushalayim

### Cartierul creștin
Cartierul creștin (arabă حارة النصارى, Ḩārat an-Nașāra) este situat în partea nord-vestică a Vechiului Oraș, întinzându-se de la Poarta Nouă din nordul cartierului, de-a lungul zidului vestic al Vechiului Oraș până la Poarta Jaffa, de-a lungul Porții Jaffa – pe traseul zidului occidental în sudul cartierului, făcând hotar cu cartierul evreiesc și cel armean, până la Poarta Damascului din est, unde face hotar cu cartierul musulman. În cartier se află Biserica Sfântului Mormânt, văzută de mulți ca cel mai sfânt loc al creștinătății. Populația cartierului creștin este în prezent în majoritate musulmană.

### Cartierul armenesc
Cartierul armenesc (armeană Հայկական Թաղամաս, Haygagan T'aġamas, arabă حارة الأرمن, Ḩārat al-Arman) este cel mai mic din cele patru cartiere ale Vechiului Oraș. Deși armenii sunt creștini, Cartierul Armenesc este distinct de cel Creștin. În ciuda numărului mic de populație din cartier, armenii și Patriarhatul lor rămân independente și formează o prezență viguroasă în Vechiul Oraș. După războiul arabo-israelian din 1948, cele patru cartiere ale orașului au intrat sub control iordanian. Legea iordaniană le-a cerut armenilor și altor creștini să „dea timp egal Bibliei și Coranului” în școlile private și a limitat expansiunea proprietăților bisericești. Războiul din 1967 este ținut minte de locuitorii cartierului ca un miracol, după ce două bombe nexplodate au fost găsite într-o mănăstire armeană. Azi, peste 3.000 armeni locuiesc în Ierusalim, dintre care 500 în Cartierul Armenesc. Unii dintre locuitorii temporari sunt studenți la seminar sau lucrează ca funcționari bisericești. Patriarhia armeană deține terenuri în acest cartier și are proprietăți însemnate în Ierusalimul de vest și în alte părți. În 1975, în Cartierul Armean fost înființat un seminar teologic. După războiul din 1967, guvernul Israelului a dat compensații pentru repararea oricăror biserici sau locuri sfinte avariate în cursul luptelor, indiferent de cine a cauzat dauna.

### Cartierul evreiesc

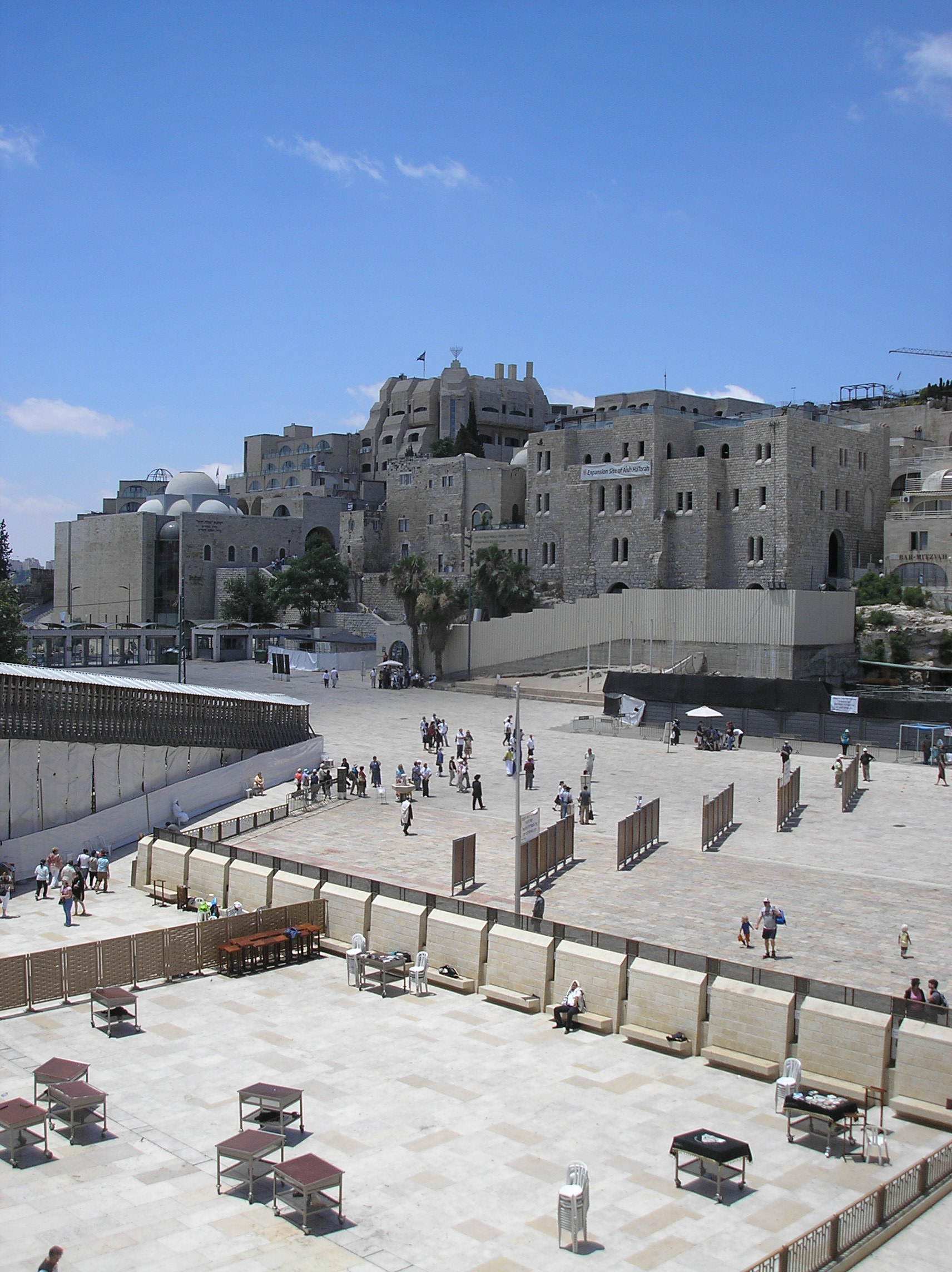
Piața Zidului Vestic

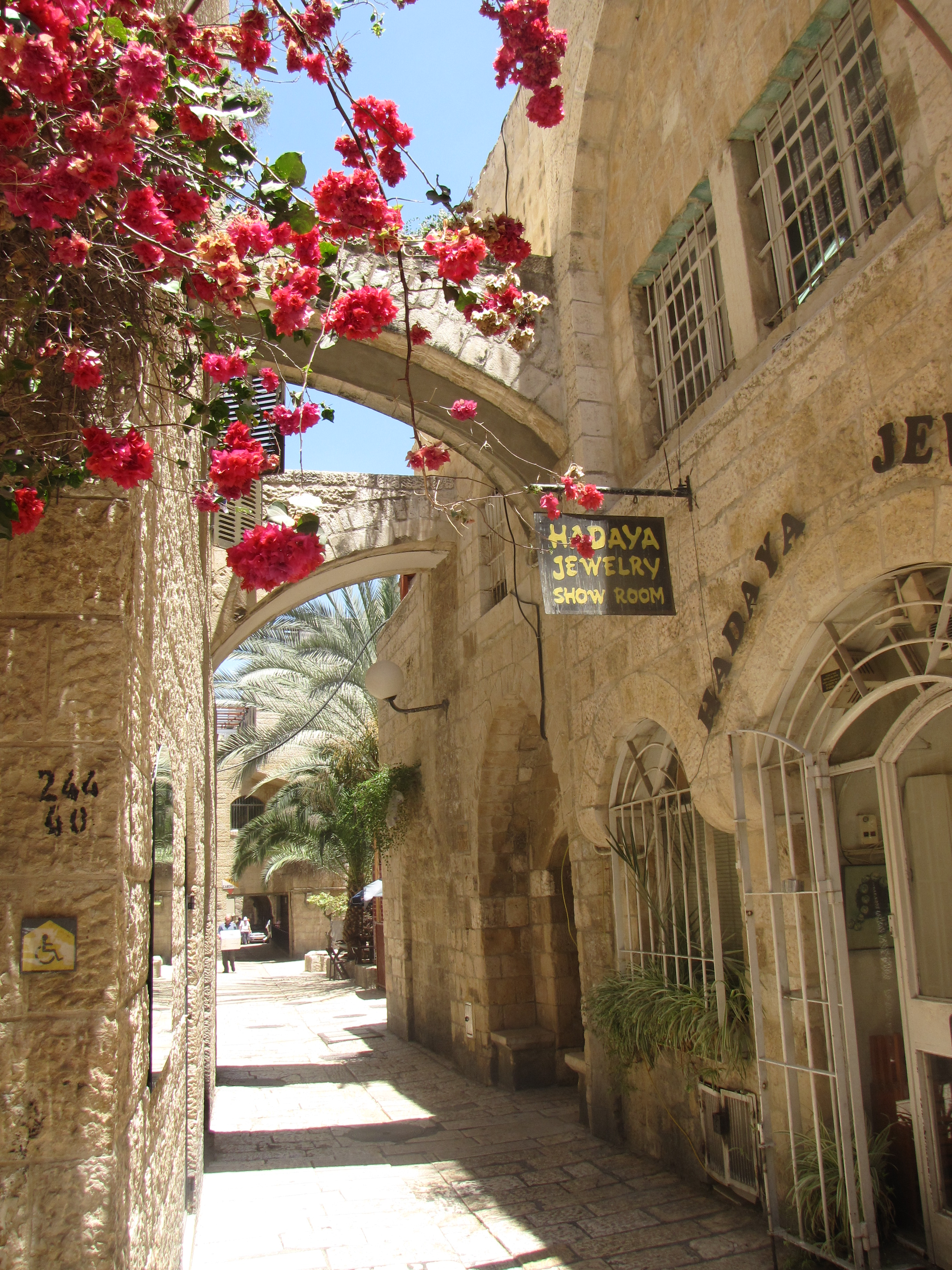
Cartierul Evreiesc.

Cartierul evreiesc (ebraică הרובע היהודי, HaRova HaYehudi, numit familiar de locuitori HaRova, arabă حارة اليهود, Ḩārat al-Yahūd) se află în sectorul sud-estic al orașului fortificat și se întinde de la Poarta Sionului la sud, face hotar cu Cartierul Armenesc în vest; se întinde de-a lungul Cardo spre Strada Chain în nord și se extinde spre Zidul Plângerii și Muntele Templului. Cartierul are o istorie bogată, cu o prezență iudaică aproapre continuă din secolul 8 î. Hr. În 1948, populația sa era de în jur de 2,000 de evrei ce au fost asediați și forțați să plece în masă. Cartierul a fost complet devastat de forțele arabe în timpul Bătăliei pentru Ierusalim, iar vechile sinagogi au fost distruse.
Cartierul evreiesc a rămas sub control iordaniaan până la capturarea sa de către parașutiștii Israelului în timpul Războiului de Șase Zile din 1967. Câteva zile mai târziu, autoritățile israelite au ordonat demolarea Cartierului Marocan, aflat în vecinătate, mutându-i cu forța toți locuitorii, pentru a facilita accestul public la Zidul Vestic. 
Secțiunea din cartierul evreiesc distrusă înainte de 1967 a fost de atunci reconstruită, iar în 2004 avea o populație de 2,348 locuitori. Multe instituții educaționale mari și-au stabilit reședința aici. Înainte de a fi reconstruit, cartierul a fost meticulos excavat sub supravegherea arheologului Universității Ebraice, Nahman Avigad. Resturile arheologice sunt expuse într-o serie de muzee și parcuri în aer liber, pe care turiștii le pot vizita coborând două sau trei etaje sub nivelul actualului oraș. Fostul rabin șef este rabinul Avigdor Nebenzahl, iar actualul rabin șef este fiul său, rabinul Chizkiyahu Nebenzahl, care este membru al facultății Yeshivat Netiv Aryeh, care este situată chiar în apropierea Zidului plângerii.
Cartierul include „strada Caraiților” (Hebrew: רחוב הקראים, Rhehov Ha'karaim), unde se află vechea sinagogă caraită Anan ben David.

## Cartierul marocan
Înainte, în Orașul Vechi a fost un mic cartier marocan (al Moghrabilor). În săptămâna sfârșitului Războiului de Șase Zile, cartierul marocan a fost în mare măsură distrus pentru a le acorda vizitatorilor un acces mai bun la Zidul Vestic prin crearea pieței Zidului Vestic. Părțile Cartierului Marocan care n-au fost distruse sunt acum parte a Cartierului Evreiesc. Paralel cu demolarea, o nouă reglementare a fost stabilită, anume că singurul loc prin care nemusulmanii au acces la Muntele Templului este Poarta Maurilor, la care se ajunge trecând Podul Mughrabi.

## Porți
De-a lungul a diferite perioade, zidurile orașului au avut diferite contururi și un număr diferit de porți. În timpul epocii statului format de cruciați, Regatul Ierusalimului, de exemplu, Ierusalimul a avut patru porți, câte una la fiecare fațetă. Actualele ziduri au fost construite de Suleiman Magnificul, care le-a înzestrat cu șase porți; niște porți mai vechi, care au fost înconjurate cu ziduri după venirea otomanilor, au fost lăsate așa cum erau. În cazul Porții Aurii, mai înainte sigilată, la început Suleiman a deschis-o și a reconstruit-o, dar apoi a reîmprejmuit-o cu ziduri. Numărul porților funcționale a crescut la șapte după adăugarea Porții Noi în 1887; o a opta poartă, mai mică, Poarta Tăbăcarilor, a fost deschisă pentru vizitatori după ce a fost descoperită și desigilată în timpul excavărilor din anii 1990. Printre porțile istorice sigilate sunt patru care sunt cel puțin parțial păstrate (Poarta Aurie dublă din zidul estic, Poarta Singură, cea Dublă și cea Triplă din zidul sudic), alături de alte câteva porți descoperite de arheologi din care au rămas doar urme (Poarta Esenienilor de pe Muntele Sion, poarta palatului regal al lui Irod din sudul citadelei, și rămășițe vagi a ceea ce exploratorii din secolul 19 au identificat ca Poarta Funeraliilor (Bab al-Jana'iz) sau Poarta lui al-Buraq (Bab al-Buraq), aflată la sud de Poarta de Aur).
Până în 1887, fiecare poartă era închisă înainte de apus și deschisă la răsărit. După cum indică tabelul de mai jos, aceste porți au fost cunoscute după o varietate de nume folosite în diferite perioade istorice și de diferite comunități.

### Porți deschise
| Română             | Ebraică                          | Arabă                             | Nume alternative                                                                                                  | Anul construcției  | Locația                  |
| ------------------ | -------------------------------- | --------------------------------- | --- | ------------------ | ------------------------ |
| Poarta Nouă        | HaSha'ar HeHadash השער החדש      | Al-Bab al-Jedid الباب الجديد      | Poarta lui Hammid                                                                                                 | 1887               | Vestul laturii nordice   |
| Poarta Damascului  | Sha'ar Shkhem שער שכם            | Bab al-Amoud باب العمود           | Sha'ar Damesek, Poarta Nablus, Poarta Stâlpului                                                                   | 1537               | Mijlocul laturii nordice |
| Poarta lui Irod    | Sha'ar HaPerachim שער הפרחים     | Bab al-Sahira باب الساهرة         | Sha'ar Hordos, Poarta Florii, Poarta Oii                                                                          | 1875               | Estul laturii nordice    |
| Poarta Leilor      | Sha'ar HaArayot שער האריות       | Bab al-Asbatt باب الأسباط         | Poarta lui Yehoshafat, Poarta Sf. Ștefan, Poarta Triburilor, Bab Sittna Maryam (باب ستي مريم, „Poarta Sf. Maria”) | 1538–39            | Nordul laturii estice    |
| Poarta Gunoiului   | Sha'ar HaAshpot שער האשפות       | Bab al-Maghariba باب المغاربة     | Poarta lui Silwan, Sha'ar HaMugrabim                                                                              | 1538–40            | Estul laturii sudice     |
| Poarta Tăbăcarilor | Sha'ar HaBursekaim שער הבורסקאים |                                   | | secolul al XII-lea | Estul laturii sudice     |
| Poarta Sionului    | Sha'ar Tzion שער ציון            | Bab al-Nabi Da'oud باب النبي داود | Poarta către Cartierul Evreiesc                                                                                   | 1540               | Mijlocul laturii sudice  |
| Poarta Jaffa       | Sha'ar Yaffo שער יפו             | Bab al-Khalil باب الخليل          | Porta Davidi | 1530–40            | Mijlocul laturii vestice |

### Porți sigilate
| Română         | Ebraică                     | Arabă                                                  | Descriere | Perioada          | Locația                           |
| -------------- | --------------------------- | ------------------------------------------------------ | --- | ----------------- | --------------------------------- |
| Poarta de Aur  | Sha'ar HaRahamim שער הרחמים | Bab al-Dhahabi / al-Zahabi, „Poarta de Aur” باب الذهبي | O poartă dublă, sigilată ultima dată în 1541. În arabă, fiecare ușă are propriul nume: - Poarta Milei, Bab al-Rahma (باب الرحمة) - ușa sudică - Poarta Pocăinței, Bab al-Taubah (باب التوبة) - ușa nordică   | secolul VI        | Treimea nordică a laturii estice  |
| Poarta Singură |                             |                                                        | Aceasta poartă duce la teritoriul subteran al Muntelui Templului, cunoscut ca Grajdurile lui Solomon | Perioada irodiană | Zidul sudic al Muntelui Templului |
| Porțile Huldah | Sha'arei Chulda שערי חולדה  |                                                        | Două porți: - Poarta Triplă, ce are trei arce. Cunoscută de asemenea ca Bab an-Nabi (باب النبي, „Poarta Profetului [Mohammed]”) - Poarta Dublă, două arce, parțial ascunsă de priveliștea clădirii medievale | Perioada irodiană | Zidul sudic al Muntelui Templului |

### Tururi virtuale

#### În engleză
- Virtual tour of the Old City's historic sites
- Virtual tour of the Muslim Quarter Arhivat în 4 decembrie 2017, la Wayback Machine.
- Virtual tour of the Church of the Holy Sepulchre Arhivat în 27 decembrie 2007, la Wayback Machine.
- Virtual tour of the Cardo Arhivat în 16 ianuarie 2008, la Wayback Machine.
- Virtual tour of the Damascus gate Arhivat în 27 noiembrie 2017, la Wayback Machine.
- Virtual tour of the Kotel Arhivat în 16 ianuarie 2008, la Wayback Machine.